# Jochen Steuerwald
Jochen Steuerwald (* 13. März 1967 in Kirchheimbolanden) ist ein deutscher Kirchenmusiker und Landeskirchenmusikdirektor (LKMD) der Evangelischen Kirche der Pfalz (Protestantische Landeskirche).

## Leben
Steuerwald studierte als Stipendiat der Studienstiftung des deutschen Volkes Kirchenmusik in Stuttgart und legte das A-Examen ab. Er ergänzte seine Ausbildung bei Marie-Claire Alain. Nach einer ersten hauptamtlichen Stelle in Stuttgart-Feuerbach wurde er 1995 Leiter der Evangelischen Jugendkantorei der Pfalz sowie Stifts- und Bezirkskantor in Landau in der Pfalz. Im Jahre 2001 erfolgte die Ernennung zum Kirchenmusikdirektor. Für den 1. Februar 2008 wurde er als Nachfolger von Udo R. Follert zum Landeskirchenmusikdirektor der Evangelischen Kirche der Pfalz ernannt. In diesem Amt leitet er neben der Evangelischen Jugendkantorei der Pfalz den Evangelischen Oratorienchor der Pfalz (vormals „Pfälzische Singgemeinde“) sowie das Kammerorchester Corona Palatina.

## Tondokumente
- 1999: Es ist ein Ros entsprungen. Weihnachtliche Chor- und Bläsermusik aus fünf Jahrhunderten – Evangelische Jugendkantorei der Pfalz mit dem Pfälzischen Posaunendienst
- 2003: Jesu, meine Freude. Orgeln im protestantischen Kirchenbezirk Landau – Jochen Steuerwald, Orgel (Benefiz-CD zugunsten der neuen Landauer Stiftskirchenorgel)
- 2003: Geh aus, mein Herz. Deutsche Volkslieder aus vier Jahrhunderten – Evangelische Jugendkantorei der Pfalz
- 2007: Louis Lewandowski: 18 Liturgische Psalmen für Soli, Chor und Orgel – Evangelische Jugendkantorei der Pfalz und Robert C. Selinger (Orgel)
- 2011: Lux perpetua luceat eis – Requiemvertonungen von Wolfgang Amadeus Mozart und Eduard Pütz – Evangelische Jugendkantorei der Pfalz mit der Cappella Istropolitana Bratislava und Vokalsolisten
- 2017: Sein Lob bleibet ewiglich. Psalmen und Motetten aus Claudio Monteverdis Selva morale e spirituale (1641) – Evangelische Jugendkantorei der Pfalz mit der Cappella Sagittariana Dresden und Vokalsolisten